# Mike Cahill (tennis)
Pour les articles homonymes, voir Mike Cahill et Cahill.
Mike Cahill, né le 17 juin 1952 à Waukesha, est un joueur de tennis américain.

## Palmarès

### Finale en simple messieurs
| No | Date       | Nom et lieu du tournoi            | Catégorie | Dotation | Surface    | Vainqueur     | Score    |  |
| -- | ---------- | --------------------------------- | --------- | -------- | ---------- | ------------- | -------- |  |
| 1  | 13-08-1979 | Tournoi de tennis de Stowe, Stowe |           | 75 000 $ | Dur (ext.) | Jimmy Connors | 6-0, 6-1 |  |

### Titres en double messieurs
| No | Date       | Nom et lieu du tournoi                  | Catégorie  | Dotation  | Surface         | Partenaire      | Finalistes                        | Score         |  |
| -- | ---------- | --------------------------------------- | ---------- | --------- | --------------- | --------------- | --------------------------------- | ------------- |  |
| 1  | 13-09-1976 | Tournoi de tennis des Bermudes Bermudes |            | 50 000 $  | Terre (ext.)    | John Whitlinger | Dick Crealy Ray Ruffels           | 6-4, 4-6, 7-6 |  |
| 2  | 28-11-1977 | Indian Open Bombay                      | Grand Prix | 50 000 $  | Terre (ext.)    | Terry Moor      | Marcello Lara Jasjit Singh        | 6-7, 6-4, 6-4 |  |
| 3  | 13-08-1979 | Tournoi de tennis de Stowe Stowe        |            | 75 000 $  | Dur (ext.)      | Steve Krulevitz | Anand Amritraj Colin Dibley       | 3-6, 6-3, 6-4 |  |
| 4  | 16-11-1981 | Bangkok Tennis Classic Bangkok          |            | 75 000 $  | Moquette (int.) | John Austin     | Lloyd Bourne Van Winitsky         | 6-3, 7-6      |  |
| 5  | 27-09-1982 | Island Holidays Pro Tennis Maui         | Grand Prix | 100 000 $ | Dur (ext.)      | Eliot Teltscher | Francisco González Bernard Mitton | 6-4, 6-4      |  |

### Finales en double messieurs
| No | Date       | Nom et lieu du tournoi                          | Catégorie           | Dotation  | Surface         | Vainqueurs                     | Partenaire         | Score         |  |
| -- | ---------- | ----------------------------------------------- | ------------------- | --------- | --------------- | ------------------------------ | ------------------ | ------------- |  |
| 1  | 21-07-1975 | Tam International Chicago                       | Grand Prix          | NC $      | Moquette (int.) | John Alexander Phil Dent       | John Whitlinger    | 6-3, 6-4      |  |
| 2  | 22-04-1976 | Tournoi de tennis de Sacramento Sacramento      |                     | 25 000 $  | Moquette (int.) | Tom Gorman Sherwood Stewart    | John Whitlinger    | 3-6, 6-4, 6-4 |  |
| 3  | 23-08-1976 | Tournoi de tennis US Pro Boston                 | Championship Series | 125 000 $ | Terre (ext.)    | Ray Ruffels Allan Stone        | John Whitlinger    | 3-6, 6-3, 7-6 |  |
| 4  | 14-11-1977 | Tournoi de tennis de Manille Manille            |                     | 75 000 $  | Dur (ext.)      | Chris Kachel John Marks        | Terry Moor         | 4-6, 6-0, 7-6 |  |
| 5  | 21-08-1978 | Atlanta Open Atlanta                            |                     | 50 000 $  | Dur (ext.)      | John Alexander Butch Walts     | Marcello Lara      | 3-6, 6-4, 7-6 |  |
| 6  | 08-10-1979 | Tournoi de tennis de Tel Aviv Tel Aviv          |                     | 50 000 $  | Dur (ext.)      | Tom Okker Ilie Năstase         | Colin Dibley       | 7-5, 6-4      |  |
| 7  | 29-10-1979 | Tournoi de tennis Tokyo Indoors Tokyo           |                     | 300 000 $ | Moquette (int.) | Marty Riessen Sherwood Stewart | Terry Moor         | 6-4, 7-6      |  |
| 8  | 26-11-1979 | Tournoi de tennis d'Afrique du Sud Johannesburg |                     | 175 000 $ | Dur (ext.)      | Bob Hewitt Frew McMillan       | Buster Mottram     | 1-6, 6-1, 6-4 |  |
| 9  | 23-02-1981 | US National Indoor Tennis Championships Memphis |                     | 200 000 $ | Moquette (int.) | Gene Mayer Sandy Mayer         | Tom Gullikson      | 7-6, 6-7, 7-6 |  |
| 10 | 09-11-1981 | Tournoi de tennis de Taïwan Taïwan              |                     | 75 000 $  | Moquette (int.) | Mike Bauer John Benson         | John Austin        | 6-4, 6-3      |  |
| 11 | 22-02-1982 | WCT Bitti Bergamo Memorial Tournament Gênes     |                     | 300 000 $ | Moquette (int.) | Pavel Složil Tomáš Šmíd        | Buster Mottram     | 6-7, 7-5, 6-3 |  |
| 12 | 15-11-1982 | Dortmund WCT Dortmund                           |                     | 300 000 $ | Moquette (int.) | Pavel Složil Tomáš Šmíd        | Francisco González | 6-2, 6-7, 6-1 |  |
| 13 | 29-11-1982 | Tournoi de tennis de Chicago Chicago            |                     | NC $      | NC              | Anand Amritraj Vijay Amritraj  | Bruce Manson       | 3-6, 6-2, 6-3 |  |
| 14 | 14-12-1982 | Hartford WCT Hartford                           |                     | NC $      | Moquette (int.) | Robert Lutz Dick Stockton      | Tracy Delatte      | 3-6, 6-2, 6-3 |  |